# Henry Jones (philosophe)
Pour les articles homonymes, voir Henry Jones.
Sir Henry Jones, 30 novembre 1852 - 4 février 1922, est un universitaire et philosophe gallois.

## Biographie

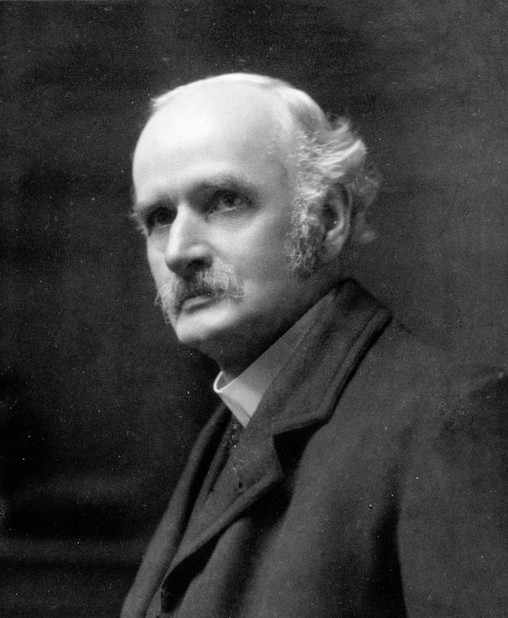
Sir Henry Jones.

Il naît à Llangernyw, à présent Conwy County Borough, fils d'un cordonnier. Après avoir travaillé comme apprenti chez son père, il poursuit des études au Bangor Normal College (en) et devient professeur à Brynamman (en). Ayant décidé d'entrer dans le ministère presbytérien, il fréquente l'université de Glasgow avec une bourse. Après ses études, il obtient une bourse de recherche et continue à étudier à Oxford et en Allemagne. En 1882, il épouse une Écossaise et plus tard retourne vivre en Écosse.
Il joue un rôle déterminant dans l'adoption de la Loi sur l'éducation intermédiaire de 1889 et travaille pour l'établissement de l'université du pays de Galles et l'introduction d'un taux d'un penny pour l'éducation. Il est fait chevalier en 1912.

## Ouvrages
- Browning as a Philosophical and Religious Teacher (1891)
- A Critical Account of the Philosophy of Lotze (1895)
- The Immortality of the Soul in the Poems of Tennyson and Browning the Essex Hall Lecture for 1905 (1907) also online as a PDF file]
- Idealism as a Practical Creed (1909)
- The Working Faith of the Social Reformer: and other essays (1910)
- Social Powers: three popular lectures on the environment, the press and the pulpit (1913)
- The Principles of Citizenship (1919)
- The Life and Philosophy of Edward Caird coauteur avec J H Muirhead (1921)
- Old Memories: An Autobiography édité par Thomas Jones (1923)
- Essays on Literature and Education édité par H J W Hetherington (sans date mais peut-être 1924).

Voir aussi The Life and Letters of Sir Henry Jones by H J W Hetherington (1925) - further information online as a PDF file from Cardiff University website

## Source de la traduction
- (en) Cet article est partiellement ou en totalité issu de l’article de Wikipédia en anglais intitulé « Henry Jones (philosopher) » (voir la liste des auteurs).